# Скрибоній Ларг
Скрибоній Ларг (I століття) — давньоримський лікар часів імператорів Тиберія та Клавдія.

## Життєпис
Скрибоній Ларг був уродженцем острова Сицилія. Немає жодних відомостей про місце, дату його народження та родину. Він був спочатку рабом одного з представників римської родини Скрибонієв, отримав відпускну й став практикувати медицину вільним. Незабаром став досить відомим. З огляду на це імператор Клавдій призначив Скрибонія Ларга особистим лікарем. Як лікар брав участь у британському поході імператора у 43 році. Тоді ж почав працювати над збіркою медичних засобів проти хвороб
У 47 році Скрибоній Ларг випустив збірник з медицини Compositiones medicamentorium. Тут представлено 271 рецепт ліків проти різних хвороб. У передмові автор, посилаючись на Гіппократа, визначає етичний кодекс лікаря — основні якості лікаря — це милосердя та людяність. Лікар, згідно зі Скрибонієм Ларгом, повинен надавати допомогу всім, хто її потребує, незалежно від економічного статусу хворих. Він рішуче засуджує будь-яку практику абортів.
Мова написання близька до народної розмовної. Праця Скрибонія мала великий успіх весь час Римської імперії — принципату та домінату. Надалі багато в чому використовувалася середньовічними медиками.